# 薩斯奇雅·德·布勞
薩斯奇雅·德·布勞（Saskia de Brauw；1981年4月17日—），荷蘭超級名模。她是高級時裝品牌：Chanel、Givenchy、Versace的代言人。薩斯奇雅上過Vogue Italia、Numero及V等雜誌封面或內頁，也有參與Lanvin、Fendi、Balenciaga等著名時裝及奢侈品的時裝展。